# Свияжская крепость
Свияжская крепость — деревянная крепость Свияжска, возведённая в 1551 году всего за четыре недели как опорный пункт для готовящегося взятия Казани. Крепость превышала по размерам Московский кремль и другие крупнейшие русские крепости.

## Описание
Свияжская крепость состояла из кремля (рубленого города) и острога. Кремль занимал вершину Круглой горы и в плане представлял овал. Его стена из дуба протяжённостью около 2,5 км состояла из 420 городен. Над крепостной стеной высились 16 башен, пять из которых были проездными. Последние назывались Рождественская, Никольская, Сергиевская (Серебряная), Николы Можайского и Пятницкая. Остальные башни были глухими, к тому же существовали ещё четыре стрельницы. Также в крепостной стене дополнительно существовали двое ворот без башен (калитки) — Жилецкие и Адашевы. К рекам Щучьей и Свияге спускались два тайника.
Внутри кремля высился Рождественский собор и стояли несколько деревянных приходских церквей. Также здесь находились два монастыря: Успенско-Никольский (Богородицкий) с каменными Успенской и трапезной Никольской церквами и Троице-Сергиевский монастырь с двумя одноимёнными храмами. Помимо них в крепости находились царская светлица, дьячья изба и казённый двор, на котором хранились пушки, порох и ядра. Хлебные запасы хранились на житничном дворе. Помимо этих строений на территории крепости находились две тюрьмы. К остальным строениям относились дворы воевод, стрельцов, пушкарей, церковников и прочих посадских людей, включая четыре торговые лавки. Главная городская площадь помещалась по обе стороны Рождественских ворот — частью в кремле, частью на посаде.
Вокруг кремля по склону горы и у её подножия раскинулся посад, обнесённый острожной стеной с воротами. На посаде находились четыре церкви, царские дворы и многочисленные жилые дворы служилых и посадских людей, всего более 1100. Здесь же помещался гостиный двор с таможней, важней, амбарами и городской торг, насчитывавший 254 лавки. Ряды лавок спускались к Свияге, где находилась пристань. Вне острожных стен располагались три слободы — Ямская, Жилецкая и Архимандричья.

## История

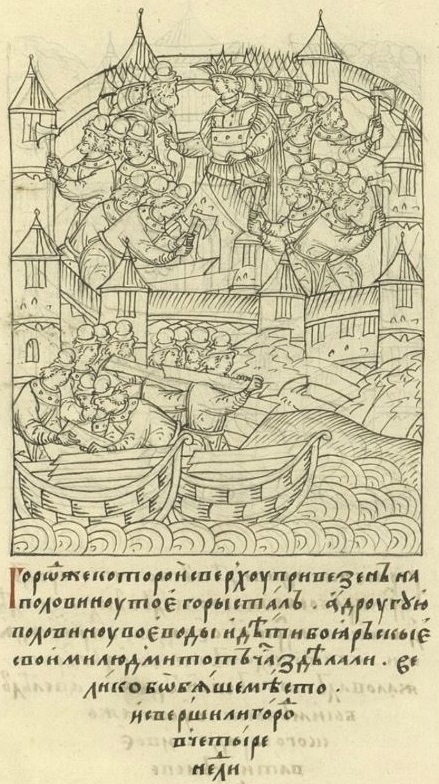
Строительство Свияжска в Лицевом летописном своде

Решение о постройке крепости близ Казани Иван Грозный принял после неудачной кампании 1550 года. Крепость была задумана как база русских войск для похода на Казанское ханство. Для этого было выбрано весьма удачное место на Круглой горе в устье Свияги, которая имела крутые склоны и почти со всех сторон омывалась водой. Поскольку строительство укрепления на вражеской земле на значительном удалении от русских границ был сопряжено со значительным риском, то, вероятно, впервые в русском крепостном зодчестве горододельцы применили метод сборного строительства, основоположником которого стал дьяк Иван Григорьевич Выродков. В 1550—1551 годах он был послан в Угличский уезд в вотчину князей Ушатых, где были срублены стены, башни и даже церкви будущего города. Все детали были погружены на суда и под охраной целого войска во главе с Шах-Али (Шигалеем) отправлены по Волге к месту будущей крепости. Чтобы казанцы не смогли помешать возведению города, под Казань было послано войско князя Петра Серебряного, который внезапным нападением разорил казанский посад.
Возведение крепости начали 24 мая, быстро расчистив от леса Круглую гору. Привезённых построек хватило на то, чтобы застроить половину горы, оставшуюся половину отстраивали из местного леса.
Появление русской крепости на горной стороне Волги привело к тому, что местное население — черемисы, мордва и чуваши — стало переходить в русское подданство. В Казани строительство Свияжска вызвало смятение и растерянность, в результате победила промосковская партия, что позволило Ивану IV возвести на казанский престол своего ставленника Шах-Али. Вся горная сторона Волги была признана русским владением, а также было возвращено 60 тысяч человек русского полона. Однако уже вскоре казанцы вновь отложились от России, а на горной стороне вспыхнуло восстание, которое было подавлено войском князей Семёна Микулинского и Петра Серебряного. В августе 1552 года в Свияжск вступило русское войско во главе с царём Иваном Грозным, двигавшееся на Казань. После пяти дней пребывания оно отплыло к Казани, где началась осада, приведшая к её завоеванию и полному присоединению. После покорения Казани Свияжск наряду с Казанью служил опорным пунктом и местом сбора русских войск, подавляющих восстания казанских татар и марийцев (черемисские войны).

Современная панорама Свияжска

Построенная при Иване Грозном крепость простояла более ста лет, после чего полностью развалилась и её пришлось отстраивать заново. Новые укрепления значительно уступали прежним. Взамен рубленой стены поставили острог длиной 2322 м с четырьмя башнями. К 1703 году сохранились лишь две из них. К концу XVIII века остатки городских укреплений Свияжска полностью исчезли. После постройки Куйбышевского водохранилища в 1955—1957 годах уровень воды в Волге значительно поднялся, низменная посадская часть Свияжска была затоплена, а нагорная древнейшая часть города, где некогда высился кремль, оказалась на острове.